# Paracricotopus spinicornis
Paracricotopus spinicornis är en tvåvingeart som beskrevs av Hazra, Saha och Chaudhuri 2002. Paracricotopus spinicornis ingår i släktet Paracricotopus och familjen fjädermyggor. Inga underarter finns listade i Catalogue of Life.